# Менсон (кратер)
42°35′00″ пн. ш. 94°33′00″ зх. д. / 42.5833° пн. ш. 94.55° зх. д.
Метеоритний кратер Менсон розташований поруч із містом Менсон в штаті Айова. Астероїд або ядро комети вразило Землю під час Крейдового періоду 74 млн років тому. Це була одна з найбільших відомих ударних подій, що відбувалися в Північній Америці. Раніше вважалося, що це призвело до вимирання динозаврів. Однак, радіоізотопне датування довело, що кратер є надто старий.
Через порівняно недавнє льодовикове покриття немає поверхневих доказів його існування, а місце, де кратер похований є в даний час пласким ландшафтом. Але, на глибині від 20 до 90 м нижче поверхні похована структура близько 38 км у діаметрі. Вона знаходиться під південно-східним кутом округу Покахонтас і простягається під частинами трьох прилеглих округів. Ця аномальна структура, що підстилає дану область, була відома з 1912 року через незвичайний буровий шлам водяної свердловини з деформованою породою, "кристалічними уламками брекчії з розплавленою матрицею", як пізніше це описала доповідь. Розвідувальне дослідження розпочалось в 1955 році і структура була названа "криптовулканічною структурою" (гіпотетичний вулканічний паровий вибух). Подальше дослідження було проведено Робертом Даєтцом, який в 1959 році запропонував ударне походження і Ніколасом Шортом в 1966 році, який надав докази зерен ударного кварцу, що підтвердили ударне походження структури.
У 1991 і 1992 роках Геологічна служба США разом з іншими службами, включаючи Геологічну службу Айови провели детальне дослідження, зокрема для перевірки можливого зв'язку кратеа Менсон з Крейдовим вимиранням. Ar/Ar ізотопне датування ядра з ударної структури дало вік близько 74 млн років, тобто майже на 10 млн років старіший, ніж межа крейди і палеогену.
Як вважають, метеорит був кам'яним і мав близько 2 км в діаметрі. Це місце в той час було берегом дрібного внутрішнього моря (Західний внутрішній морський шлях). Удар порушив граніт, гнейс і сланці докембрійського фундаменту, а також осадові утворення палеозойського віку, від девону до крейдового періоду. Вапнякові шари Айови з твердою водою миттєво випарувалися до корінних порід, що дало кратеру аномально м'яку воду, яку він має сьогодні.